# José Lázaro Galdiano
José Lázaro Galdiano (Beire, Navarra, 30 de gener de 1862 - Madrid, 1947), financer, mecenes, editor, bibliòfil i col·leccionista d'art espanyol.

## Biografia
Va ser membre de l'Ateneo de Madrid i entre els anys 1912-18 un membre molt actiu del patronat del Museu del Prado i va portar a terme una important activitat en defensa de la institució. La seva figura destaca també entre els columnistes defensors del patrimoni artístic espanyol, centrant la seva activitat en la recuperació d'obres que havien sortit d'Espanya i oposant-se amb fermesa a l'espoli. La seva sol·licitud per a ingressar en la Reial Acadèmia de Belles Arts de San Fernando no va ser acceptada, responent-li el comte de Romanones, llavors president de l'Acadèmia, a més de President del Consell de Ministres: "Però vostè, don José, per a què vol ser acadèmic?".
Es va instal·lar a Madrid el 1888, on va viure primer en la Cuesta de Santo Domingo, en un habitatge que aviat va convertir en un autèntic museu. El 1903 es va casar amb Paula Florido y Toledo (Argentina 1856-Madrid, 1932), que havia enviduat anteriorment tres cops i que compartia amb el seu marit la passió pel col·leccionisme, aportant el seu coneixement del mercat de l'art internacional. La important fortuna econòmica d'ambdós cònjuges els va permetre la construcció del palauet de Parque Florido, d'estil neorenaixentista que van decorar amb cura i que es va convertir en la seu de la seva creixent col·lecció. Va ser elegit diputat per Alacant pel Partit Liberal a les eleccions generals espanyoles de 1918.
Després de la defunció de la seva esposa el 1932, antecedit pel de dos dels seus fillastres, José Lázaro, es va recloure molt en l'àmbit social, si bé continuo col·leccionant amb obsessió. Va passar els anys de la Guerra Civil Espanyola a l'exili, primer a París i després a Nova York, on va continuar col·leccionant obres d'art. Va tornar a Madrid acabada la guerra, morint el 1947. Va llegar la seva col·lecció a l'Estat espanyol, creant-se la Fundació que duu el seu nom. El 1951 es va inaugurar en el seu palauet de Parque Florido, el Museu Lázaro Galdiano (carrer Serrano 122, Madrid), després d'unes reformes d'adequació dirigides per Fernando Chueca Goitia.

## Col·leccionista
Les col·leccions que va ser reunint José Lázaro al llarg de la seva vida inclouen unes 12.600 peces dels gèneres artístics més diversos, sempre dintre de l'art clàssic (Lázaro no va col·leccionar art del seu temps) i molt centrat en l'art espanyol, el patrimoni del qual va lluitar per mantenir a Espanya, enfront de la important pressió de col·leccionistes i museus internacionals. En aquesta faceta de promotor de la conservació de l'art espanyol, manté un interessant paral·lelisme amb el col·leccionista nord-americà Archer Huntington, fundador de la Hispanic Society de Nova York. Destaca la seva excel·lent pinacoteca amb més de 750 pintures en la qual sobresurt la representació de pintura espanyola amb autors que abasten des del Renaixement fins al Romanticisme com: Pedro Berruguete, Zurbarán, Josep de Ribera, Bartolomé Esteban Murillo, Velázquez, Claudio Coello, Goya (de qui la col·lecció és una referència molt rellevant), Leonardo Alenza… i en la qual la col·lecció de taules gòtiques i del primer renaixement espanyol pot considerar-se entre les millors del món.
La col·lecció de pintura inclou també una interessant representació de l'escola anglesa: Gainsborough, Reynolds, Constable i Allan Ramsay... així com dels primitius flamencs i alemanys, amb obres tan importants com Meditacions de Sant Joan Baptista de El Bosco. Una de les pintures més singulars de la pinacoteca és el quadre anònim renaixentista El salvador adolescent, que encara que actualment és atribuït a un dels seus deixebles, va passar durant molts anys per ser l'única pintura de Leonardo da Vinci a Espanya. La seva faceta de bibliófilo es reflecteix en peces notables de la seva biblioteca, com l'incunable L'Antiquité Judaique de Flavi Josep, datada entre 1460 i 1470, el Llibre d'hores de Gian Giacomo Trivulzio, obra milanesa de cap a 1500, o el Tractat de la Pintura Sàvia de Fra Juan Ricci, sense oblidar una de les joies bibliogràfiques que va reunir: el Libro de descripción de verdaderos Retratos, de Ilustres y Memorables barones, manuscrit autògraf de Francisco Pacheco, mestre i sogre de Velázquez i un dels grans teòrics espanyols del segle xvi. També són importants les col·leccions d'escultures i altres arts decoratives com esmalts, ivoris, orfebreria, bronzes antics i renaixentistes, joies, armadures, mobles, ceràmiques i cristalleria.

## Editor
A Barcelona, on vivia des de 1880, va participar en la comissió encarregada de l'exposició artística de l'Exposició Universal de 1888 en la qual va conèixer a l'escriptora Emilia Pardo Bazán, (1851-1921) amb qui va establir una relació d'amistat que li va facilitar posteriorment l'entrada en els cercles intel·lectuals madrilenys. L'escriptora li va dedicar la seva novel·la Insolación (1889).
Ja des de jove Lázaro Galdiano va col·laborar en premsa, per exemple com crític d'art a La Vanguardia de Barcelona, o en El Imparcial o El Liberal de Madrid, mitjans en els quals va continuar escrivint sobre art, cultura, política i de la necessitat de protegir el patrimoni cultural espanyol. El 1889, ja residint a Madrid, va fundar l'editorial La España Moderna (1889-1914)i la revista literària del mateix nom, amb el propòsit d'elevar el nivell cultural dels seus lectors. En la revista van col·laborar signatures dels escriptors espanyols de la generació del 98 com Emilia Pardo Bazán, Unamuno, Echegaray, Clarín, Palacio Valdés, Zorrilla, Pérez Galdós o Menéndez i Pelayo, polítics i pensadors com Giner de los Ríos, Silvela, Cánovas i Pi i Margall.
També es van publicar a la revista, sovint per primera vegada en espanyol, obres d'escriptors estrangers com Dostoievsky, Tolstoi, Balzac, Daudet, Flaubert, Gorki i Zola, per exemple. L'editorial va editar, a més de centenars de títols literaris, altres revistes més especialitzades com La Revista Internacional, Revista de Derecho y Sociologia i La Nueva Ciencia Jurídica.